# Heliofanía

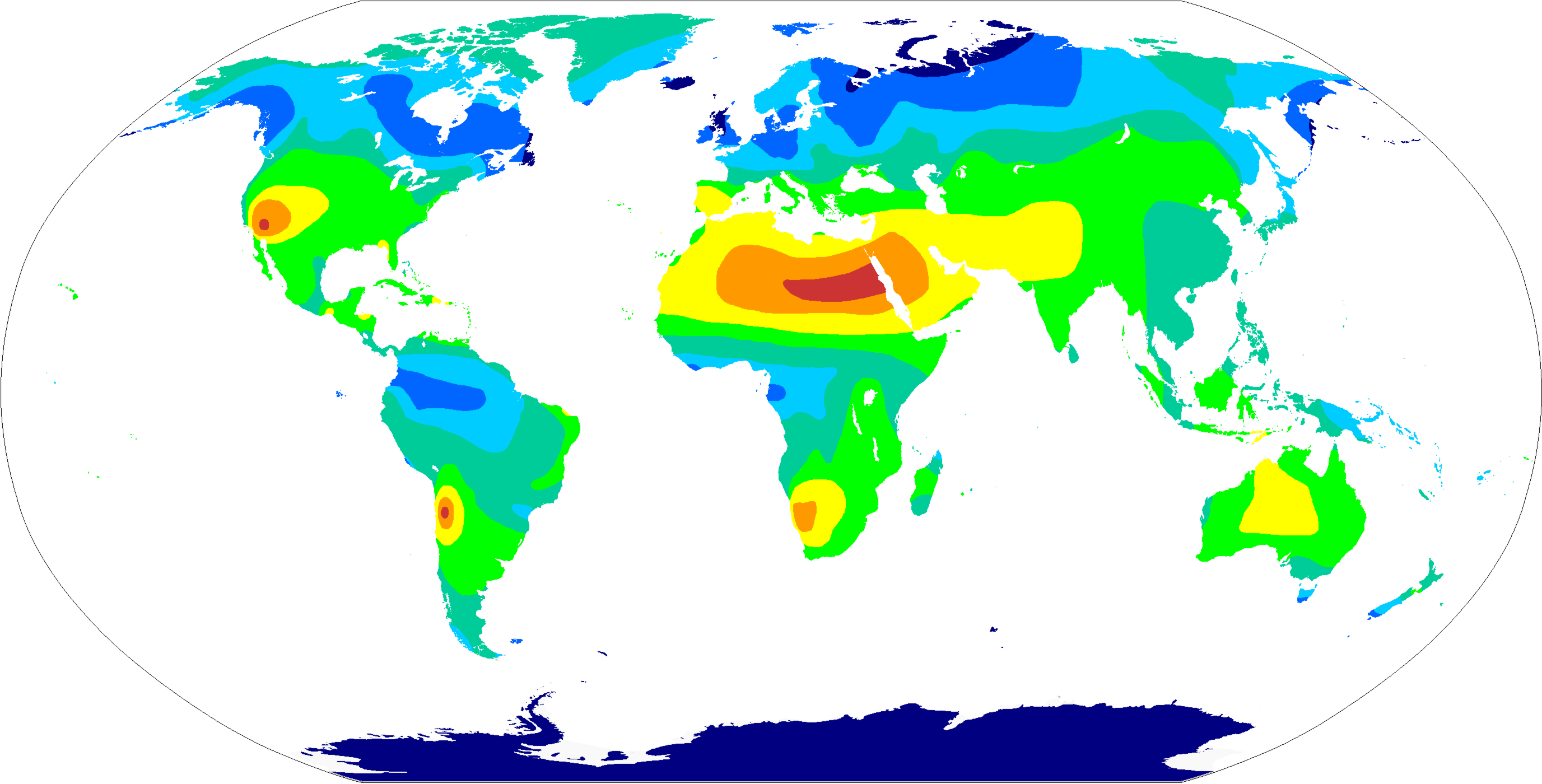
Mapa anual de horas de sol del mundo. Tenga en cuenta que los datos de la Antártida son precisos solo para la costa. Partes del interior reciben más de 3600 horas de sol anual

La heliofanía representa la cantidad del brillo del Sol y está ligada al instrumento utilizado para su medición, el heliógrafo, que registra el tiempo de  radiación solar directa. La ocurrencia de nubosidad determina que la radiación recibida por el instrumento sea radiación solar difusa, interrumpiéndose el registro. Si bien hay energía incidente disponible, su concentración o densidad no es suficiente para ser registrada.
En agricultura, la heliofanía está dada por la ubicación de una determinada zona geográfica. Si a esta se le acompaña de un mapa textual de suelos, permitirá medir la potencialidad de un cultivo a instalar pues la textura del suelo puede variar cada 50 metros. Hoy en día la tecnología permite brindar resultados muy halagadores y útiles en el área agrícola.